# Bob Miller
Pour les articles homonymes, voir Miller.
Robert Joseph Miller, ou Bob Miller, né en 1945 à Chicago dans l'Illinois, est un homme politique américain. Membre du Parti démocrate, il fut gouverneur du Nevada de 1989 à 1999.

## Biographie
Bob Miller fait ses études en Californie : il obtient ses diplômes en science politique à l'université de Santa Clara en 1967, puis un doctorat en droit à la Loyola Law School à Los Angeles. De 1967 à 1973, il est réserviste dans l'armée de terre puis dans l'armée de l'air. Il est aussi, de 1971 à 1973, adjoint au procureur du comté de Clark. Il est élu procureur en 1979, et réélu en 1982, devenant le premier procureur réélu. Il reste en poste jusqu'en 1986, et préside l'association nationale des procureurs depuis 1984.
En 1987, il décroche un mandat de quatre ans pour le poste de lieutenant-gouverneur (gouverneur adjoint) de l'État du Nevada. Son supérieur démissionne en 1989, et Bob Miller devient gouverneur. Il est réélu en 1990 et 1994, devenant le gouverneur du Nevada le plus longtemps en place. La loi sur le limite de succession de mandat l'empêche de se représenter en 1998, et il doit laisser sa place à Kenny Guinn. En 1997 et 1998, il siège au conseil de l'association nationale des gouverneurs.